# Конфликт вокруг бренда Lotus
Конфликт вокруг бренда Lotus — противостояние с 2009 года за право использовать в автомобильном спорте бренд Lotus британской командой Формулы-1 Team Lotus (1958—1994) — обладательницей семи кубков конструкторов и шести чемпионских титулов.
Бренд Lotus был ещё в 1950-х годах разделён между автоспортом (Team Lotus) и автомобилестроением (Lotus Cars). Наличие юридических неясностей породило данный конфликт.
В 2011 году в Формуле-1 выступали малайзийская команда Lotus Racing, активно оспаривавшая право на бренд с компанией Group Lotus (принадлежащей малайзийскому автопроизводителю Proton), но имеющая разрешение на использование имени Team Lotus от его владельца Дэвида Ханта, и команда Lotus Renault GP, поддерживаемая Lotus Cars.
3 ноября 2011 года во время заседания Комиссии Формулы-1 в Женеве единогласно было одобрено переименование шасси «Лотуса» в «Кейтерэм», «Лотуса-Рено» — в «Лотус». Команды стали называться: Lotus Renault GP — Lotus, Team Lotus — Caterham F1 Team.

## Litespeed
В 2009 года в период противостояния FIA с автопроизводителями Формулы-1 (ассоциация FOTA), был объявлен тендер на замещение вакансий новыми командами. FOTA угрожала учредить собственный чемпионат, что могло лишить Формулу-1 всех её нынешних самых важных брендов, таких как Ferrari. В это же время заявки на участие в тендере подали коллективы с такими именами как Lotus, Brabham и March, практически ничего не имеющие общего с одноимёнными знаменитыми «конюшнями» прошлых лет.
Команда Британской Формулы-3 Litespeed подала заявку под именем Team Lotus, получив разрешение от владельца этого бренда (бренд Team Lotus) Дэвида Ханта (брат чемпиона мира Формулы-1 1976 года Джеймса Ханта). К участию в проекте были приглашены конструктор Формулы-1 Майк Гаскойн и экс-пилот Джонни Херберт. Компания Group Lotus, владеющая брендом Lotus в сфере автомобилестроения, объявила, что не имеет никакого отношения к Litespeed и выразила намерение бороться за честь бренда. Конфликт Litespeed — Proton не получил дальнейшего распространения, поскольку FIA и FOTA смогли вовремя прийти к консенсусу, а Litespeed проиграл тендер (что было вполне ожидаемо, учитывая невысокий уровень коллектива даже по меркам Формулы-3).

## Lotus Racing и Group Lotus

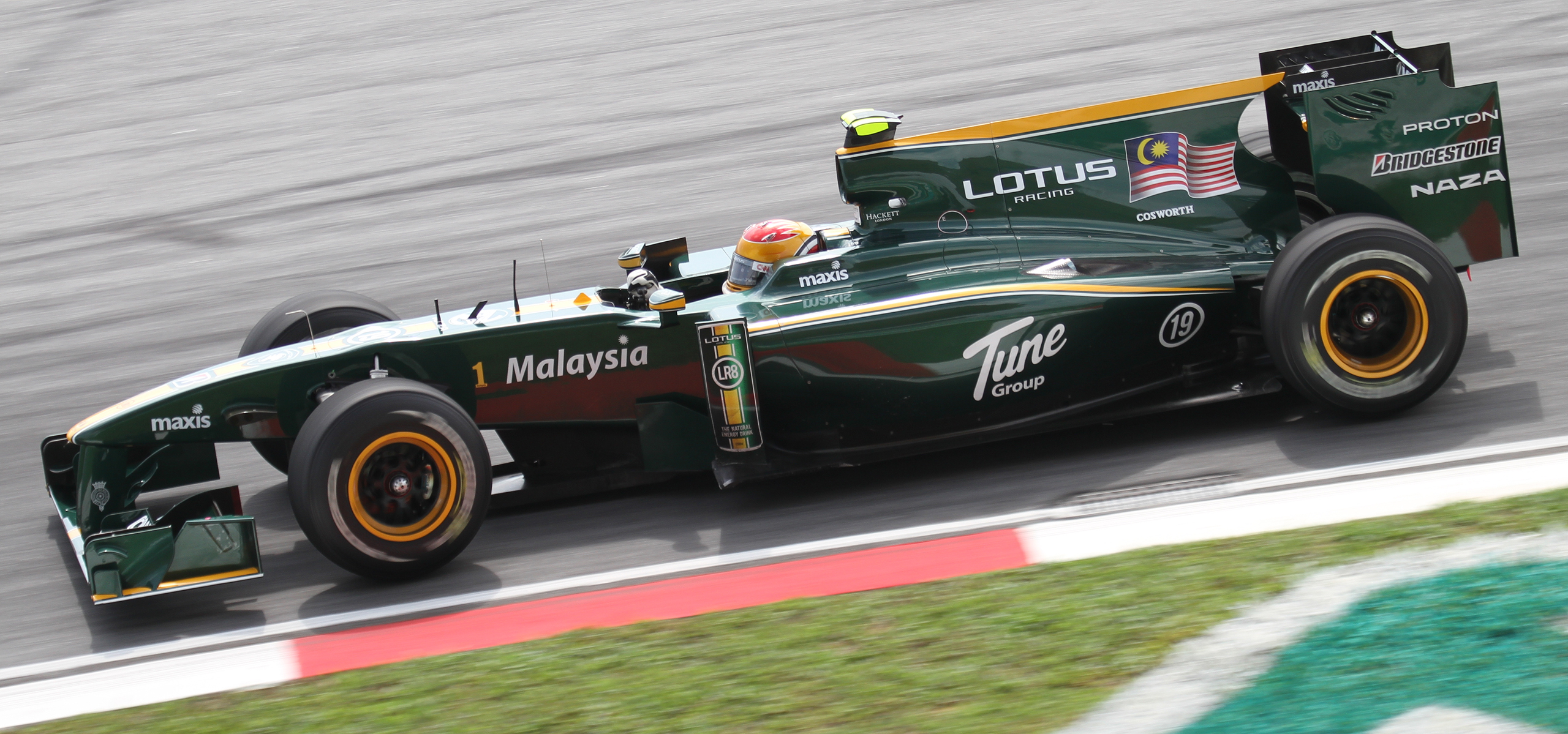
Малайзийский тест-пилот Lotus Racing Файруз Фаузи в 1-й свободной практике на Гран-при Малайзии 2010 года

В конце лета 2009 года консорциум малайзийских инвесторов 1Malaysia F1 Team заручившись поддержкой правительства Малайзии и брендом Lotus Racing по лицензии от Group Lotus, подала заявку на участие в тендере по замещению вакансии немецкой команды BMW Sauber. Несмотря на участие действующего коллектива Sauber (в тот момент проданного автоконцерном ВМW инвестиционному фонду Qadbak), «малайский Лотус» выиграл тендер. К команде присоединился Майк Гаскойн. Пилотами Lotus Racing стали финн Хейкки Ковалайнен и итальянец Ярно Трулли, тест-пилотом — малайзиец Файруз Фаузи. По сравнению с другими командами-дебютантами коллектив Тони Фернандеса не испытал столь сильных потрясений в свой первый сезон, как Hispania и Virgin Racing, хотя по ходу сезона нередко уступал им. Несмотря на то, что в 2009 году с Дэвидом Хантом договориться не удалось, Тони Фернандес регулярно давал понять, что Lotus Racing — полноправный продолжатель истории британской Team Lotus и что он приведёт команду к «80-й победе в Формуле-1».
В 2010 году Фернандес сумел договориться с Дэвидом Хантом на право использовать историческое имя Team Lotus. Это затронуло интересы Group Lotus и Proton, которые прежде дали Тони Фернандесу лицензию на название Lotus Racing. Малайзийский автоконцерн стал настаивать на своей правоте. Помимо этого, Group Lotus с приходом в его руководство Дэни Бахара, значительно переменил свою маркетинговую концепцию, сделав ставку на создание всемирного бренда наподобие Ferrari (важным элементом которого должна была стать спортивная составляющая). При такой концепции существование в чемпионате мира «конкурирующего Лотуса» стало, вероятно, нежелательным, даже несмотря на то, что Group Lotus официально заявила, что в ближайшее время Формула-1 её приоритетом не является.

Когда «Протон» купил Group Lotus в 1996 году, то в Малайзии были удивлены, узнав, что их покупка не включает в себя прав на команду Формулы-1. Такое ощущение, что малайзийцы плохо провели предварительную проверку сделки.
За это время они ни разу не оспаривали мои права — ни в частном порядке, ни в суде. Интересно, что они начали делать это спустя 13 лет. Но всего через три дня после того, как стало понятно, что контроль над брендом уже не вернётся к ним, вдруг было выпущено экстренное заявление для прессы. Давайте скажем прямо: Group Lotus никогда не выступала в Формуле-1, не выигрывала чемпионаты, Гран-при или поулы, и даже не участвовала в гонках.
— Дэвид Хант
К концу сезона-2010 Group Lotus начала проявлять интерес к команде Формулы-1 Renault F1 Team. Предполагалось, что французский автопроизводитель продаст свою долю акций в Renault F1 и сохранит своё присутствие в чемпионате мира лишь как моторист, а команда перестанет быть заводской и будет переименована в Lotus Renault. Между тем, команда Тони Фернандеса Lotus Racing расторгла контракт с мотористами Cosworth и заключила соглашение на поставку двигателей Renault. По информации ряда СМИ, контракт с Renault запрещает Фернандесу в названии своей команды использовать бренд Lotus.

Мы не хотим уничтожить имя «Лотус». Мы полагаем, что имеем право на его использование, мы хотим его сохранить. Мы чувствуем, что оно наше. Но в то же время мы прагматики.
— Тони Фернандес

Не знаю, какое имя будет у команды в будущем, но это не самое главное. Я горд за команду, мы доказали в этом году, как мы сильны. И уж одного у нас никто не отнимет — именно мы вернули «Лотус» в Ф-1.
— Майк Гаскойн
Несмотря на возможное изменение названия Фернандес не отказывается от преемственности своего коллектива великой команде Колина Чепмена. Так Тони Фернандес сначала заявил, что в 2011 году «малайский Лотус» будет использовать традиционную чёрно-золотистую раскраску Team Lotus 70-х — 80-х гг. Однако, после того, как Group Lotus все же приобрела пакет акций команды Renault F1 Team и представила раскраску машины в черно-золотом цвете, Фернандес заявил, что команда приняла решение не менять цвета и оставить зелено-жёлтую окраску, использовавшуюся в сезоне 2010 года. Также на это решение повлиял тот факт, что черно-золотой цвет будет ассоциироваться с табачной компанией John Player Special (этот цвет использовался командой Team Lotus в 70-х — 80-х годах именно потому, что эта компания была титульным спонсором команды). Бывшая заводская команда Renault, как было заявлено в пресс-релизе команды, в 2011 году будет носить имя Lotus Renault GP.

## Другие автогоночные серии

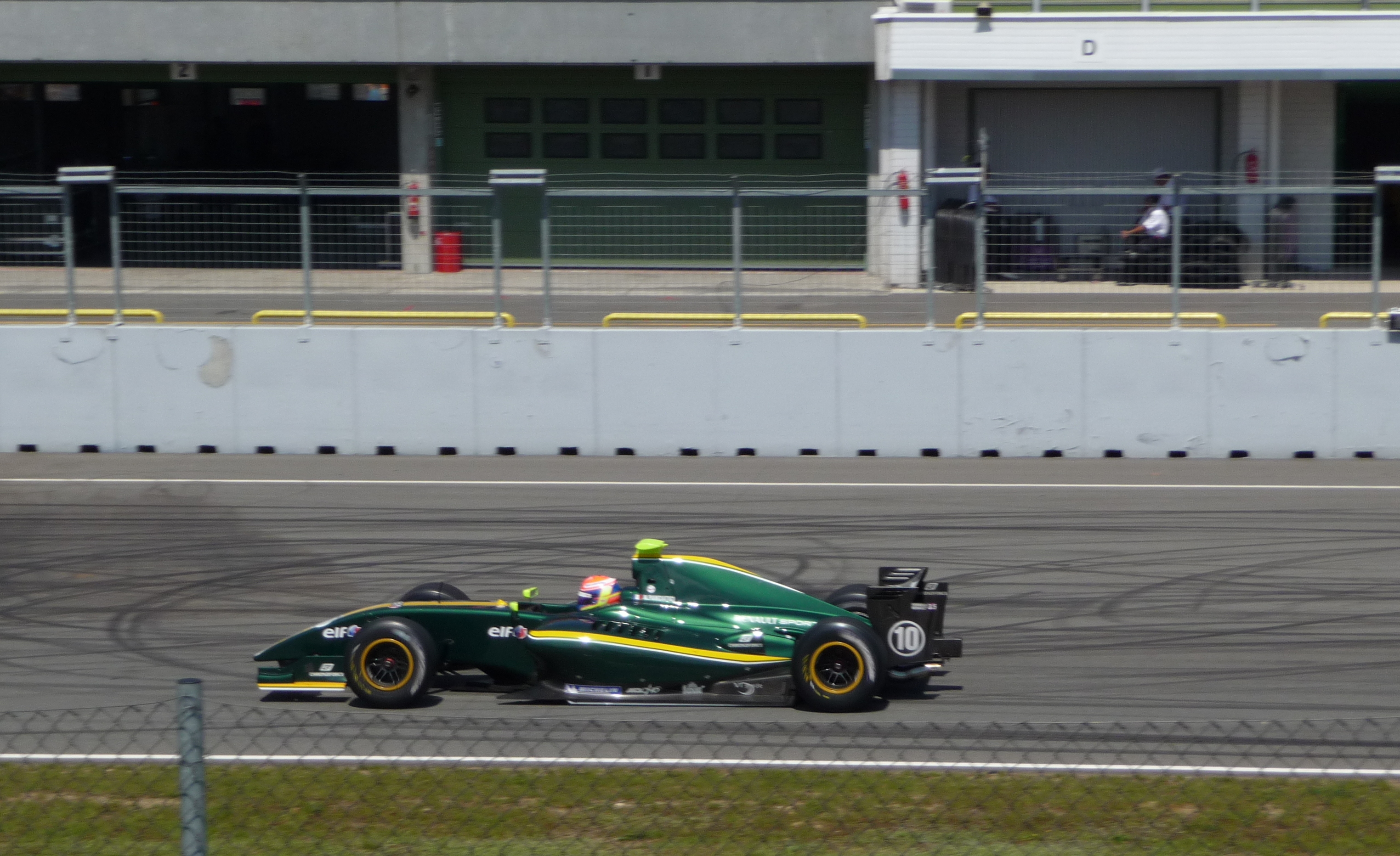
Нельсон Панчьятичи за рулём болида Формулы-Рено 3,5 команды Junior Lotus Racing

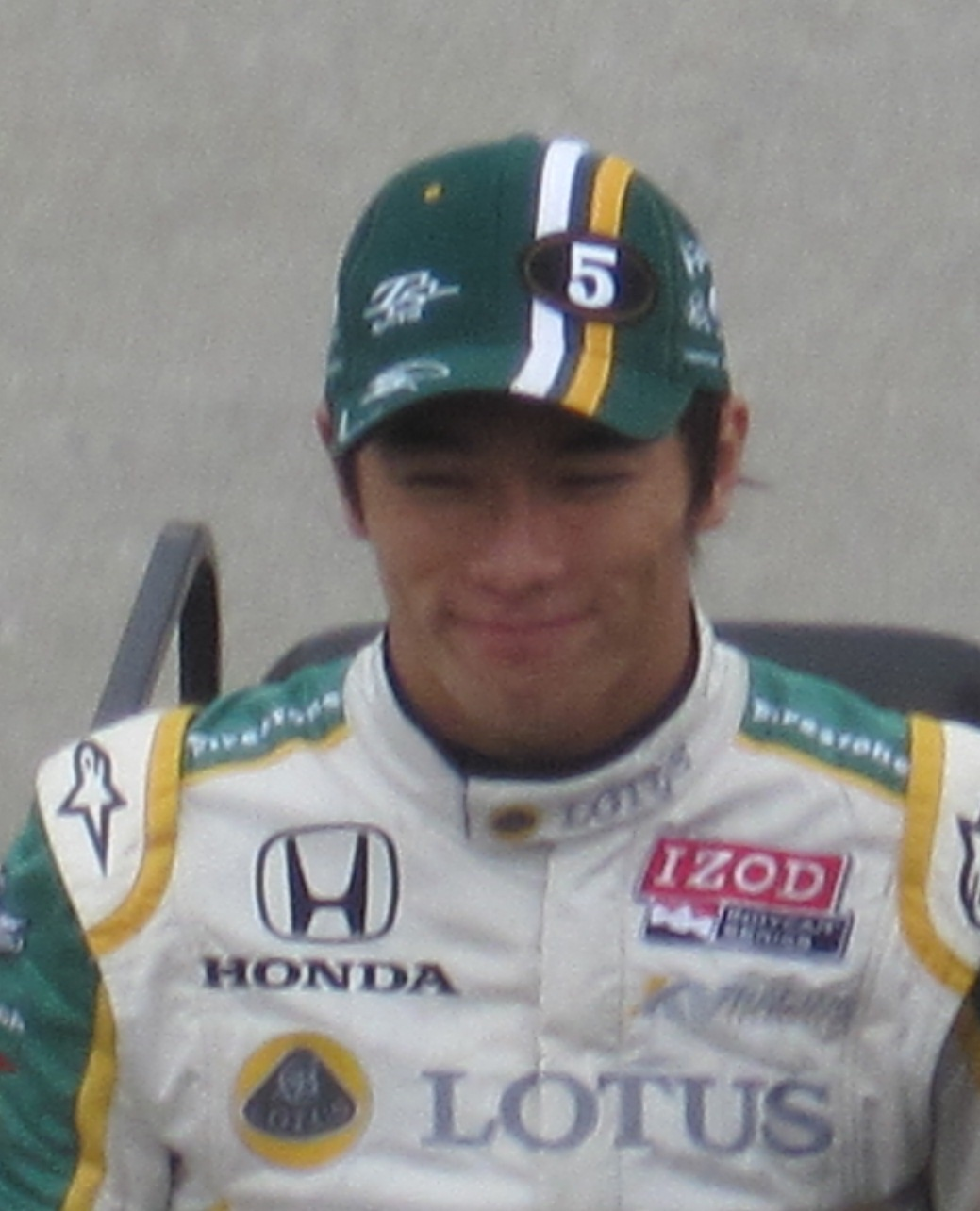
Такума Сато на Инди-500 2010 года

В 2010 году Тони Фернандес на базе коллектива Mofaz Racing учредил свою юниорскую команду Junior Lotus Racing в Мировой серии Рено (Формула-Рено 3,5). Одним из пилотов команды был россиянин Даниил Мове.
В этом же году Group Lotus вернула бренд Lotus в американские гонки. В серии IndyCar дебютировал экс-пилот Формулы-1 Такума Сато. Он пилотировал болид команды KV Racing Technology, раскрашенный в жёлто-зелёные цвета с логотипами Lotus. До контракта с Group Lotus, Сато уже имел контакты с Lotus Racing, пытавшись вернуться в Чемпионат мира. 
В 2011 году в Серии GP2 заявлены «оба Лотуса». Тони Фернандес дебютирует с юниорской командой Team Air Asia, а Group Lotus вместе ART Grand Prix будут выступать под именем Lotus ART.

## Статистика выступлений
Зелёным цветом выделены команды Тони Фернандеса. Красным цветом — коллективы, спонсируемые Group Lotus.
| Чемпионат        | Команда                            | Конструктор           | Пилоты                                                                                            | Пилоты                                                                                            | Гонки | Победы | Поулы | Подиумы | Место | Очки |
| ---------------- | ---------------------------------- | --------------------- | ------------------------------------------------------------------------------------------------- | ------------------------------------------------------------------------------------------------- | ----- | ------ | ----- | ------- | ----- | ---- |
| 2010             |                                    |                       |                                                                                                   |                                                                                                   |       |        |       |         |       |      |
| Формула-1        | Lotus Racing                       | Lotus Racing-Cosworth | Ярно Трулли Хейкки Ковалайнен T Файруз Фаузи                                                      | Ярно Трулли Хейкки Ковалайнен T Файруз Фаузи                                                      | 19    | 0      | 0     | 0       | 9     | 0    |
| Формула-Рено 3,5 | Junior Lotus Racing (Mofaz Racing) | Dallara-Renault       | Даниил Мове Дин Стоунман Нельсон Панчьятичи                                                       | Даниил Мове Дин Стоунман Нельсон Панчьятичи                                                       | 17    | 0      | 0     | 0       | 9     | 53   |
| Индикар          | KV Racing Technology               | Dallara-Honda         | #5                                                                                                | Такума Сато                                                                                       | 17    | 0      | 0     | 0       | 21    | 214  |
| 2011             |                                    |                       |                                                                                                   |                                                                                                   |       |        |       |         |       |      |
| Формула-1        | Lotus Renault GP                   | Renault               | Ник Хайдфельд Виталий Петров T Файруз Фаузи T Ромен Грожан T Тун Хопинь T Ян Хароуз T Бруно Сенна | Ник Хайдфельд Виталий Петров T Файруз Фаузи T Ромен Грожан T Тун Хопинь T Ян Хароуз T Бруно Сенна | 3*    | 0*     | 0*    | 2*      | 4*    | 32*  |
| Формула-1        | Team Lotus                         | Lotus Racing-Renault  | Ярно Трулли Хейкки Ковалайнен T Карун Чандхок T Луис Рациа T Давиде Вальсекки T Рикарду Тейшейра  | Ярно Трулли Хейкки Ковалайнен T Карун Чандхок T Луис Рациа T Давиде Вальсекки T Рикарду Тейшейра  | 3*    | 0*     | 0*    | 0*      | 9*    | 0*   |
| GP2 Азия         | Lotus ART                          | Dallara-Renault       | Жюль Бьянки Эстебан Гутьеррес                                                                     | Жюль Бьянки Эстебан Гутьеррес                                                                     | 4     | 1      | 0     | 2       | 2     | 22   |
| GP2 Азия         | Team AirAsia                       | Dallara-Renault       | Луис Рациа Давиде Вальсекки                                                                       | Луис Рациа Давиде Вальсекки                                                                       | 4     | 0      | 0     | 1       | 7     | 9    |
| GP2              | Lotus ART                          | Dallara-Renault       | Жюль Бьянки Эстебан Гутьеррес                                                                     | Жюль Бьянки Эстебан Гутьеррес                                                                     | —     | —      | —     | —       | —     | —    |
| GP2              | Team AirAsia                       | Dallara-Renault       | Луис Рациа Давиде Вальсекки                                                                       | Луис Рациа Давиде Вальсекки                                                                       | —     | —      | —     | —       | —     | —    |
| GP3              | Lotus ART                          | Dallara-Renault       | Валттери Боттас Джеймс Каладо Педро Нуньес                                                        | Валттери Боттас Джеймс Каладо Педро Нуньес                                                        | —     | —      | —     | —       | —     | —    |
| Индикар          | KV Racing Technology – Lotus       | Dallara-Honda         | #5                                                                                                | Такума Сато                                                                                       | 4     | 0      | 0     | 0       | 10    | 80   |
| Индикар          | KV Racing Technology – Lotus       | Dallara-Honda         | #59                                                                                               | Эрнесто Висо                                                                                      | 4     | 0      | 0     | 0       | 24    | 51   |
| Индикар          | KV Racing Technology – Lotus       | Dallara-Honda         | #82                                                                                               | Тони Канаан                                                                                       | 4     | 0      | 0     | 1       | 6     | 99   |